# Marek Dmytrow
Marek Dmytrow (Klata) (ur. 22 maja 1950 w Bytomiu, zm. 3 marca 2017 tamże) – polski gitarzysta, kompozytor, realizator dźwięku.

## Życiorys
W lutym 1978 roku w bytomskim klubie studenckim Pyrlik Dmytrow założył rockowy zespół Układ, którego był liderem. Skład grupy współtworzyli wówczas: Andrzej Góralczyk (gitara), Franciszek Filus (gitara basowa) i Wiesław Bajger (perkusja). Zespół wystąpił na legendarnym I Ogólnopolskim Przeglądzie Muzyki Młodej Generacji Jarocin'80 i doczekał się wydanego przez Tonpress singla (S-395) zawierającego dwie kompozycje gitarzysty (Pod Górą/Zaułki). Układ był związany z Wojewódzką Agencją Imprez Artystycznych w Katowicach. Ulotka informacyjna grupy głosiła, że zespół stylistycznie lokuje się pomiędzy Kasą Chorych, a SBB. Jesienią 1981 roku Dmytrow zastąpił na krótko gitarzystę Jana Borysewicza w zespole Budka Suflera, ponadto współpracował jako realizator dźwięku z wieloma zespołami, takimi jak: Breakout, Mezzoforte, TSA, Kat, z węgierskimi grupami Omega, Illés, Locomotiv GT, z artystami polskimi, takimi jak: Czesław Niemen, Ewa Demarczyk, Krystyna Prońko, Michał Urbaniak, Urszula Dudziak, z Piwnicą pod Baranami, z muzykami Opery Śląskiej, z czeskimi piosenkarzami: Karelem Gottem i Heleną Vondráčkovą, ze światowymi gwiazdami, takimi jak: Hiram Bullock, Al Foster, Jimi Tenor i wieloma innymi, mniej lub bardziej znanymi wykonawcami. Brał udział w wielu festiwalach. W 1993 roku założył radio SBB Rodło Bytom. Jest jednym z najbardziej popularnych polskich muzyków portalu Reverbnation. W 2013 roku założył na krótko z Andrzejem Ciskowskim (gitara basowa) i z Bartłomiejem Królikowskim (perkusja) grupę Zerófka, która łączyła hard rock z punk rockiem.